# Tempio di Atena (Siracusa)
Il tempio di Atena (Athenaion) è un edificio di ordine dorico eretto a Siracusa nel V secolo a.C. dal tiranno Gelone in seguito alla vittoria contro i Cartaginesi nella battaglia di Imera.
Il tempio era stato preceduto da un luogo di culto risalente all'VIII secolo a.C., con un altare portato alla luce negli scavi dell'inizio del XX secolo, e da un primo tempio della metà del VI secolo a.C.
Nel VII secolo, fu trasformata in basilica cristiana. È oggi duomo di Siracusa.

## Storia

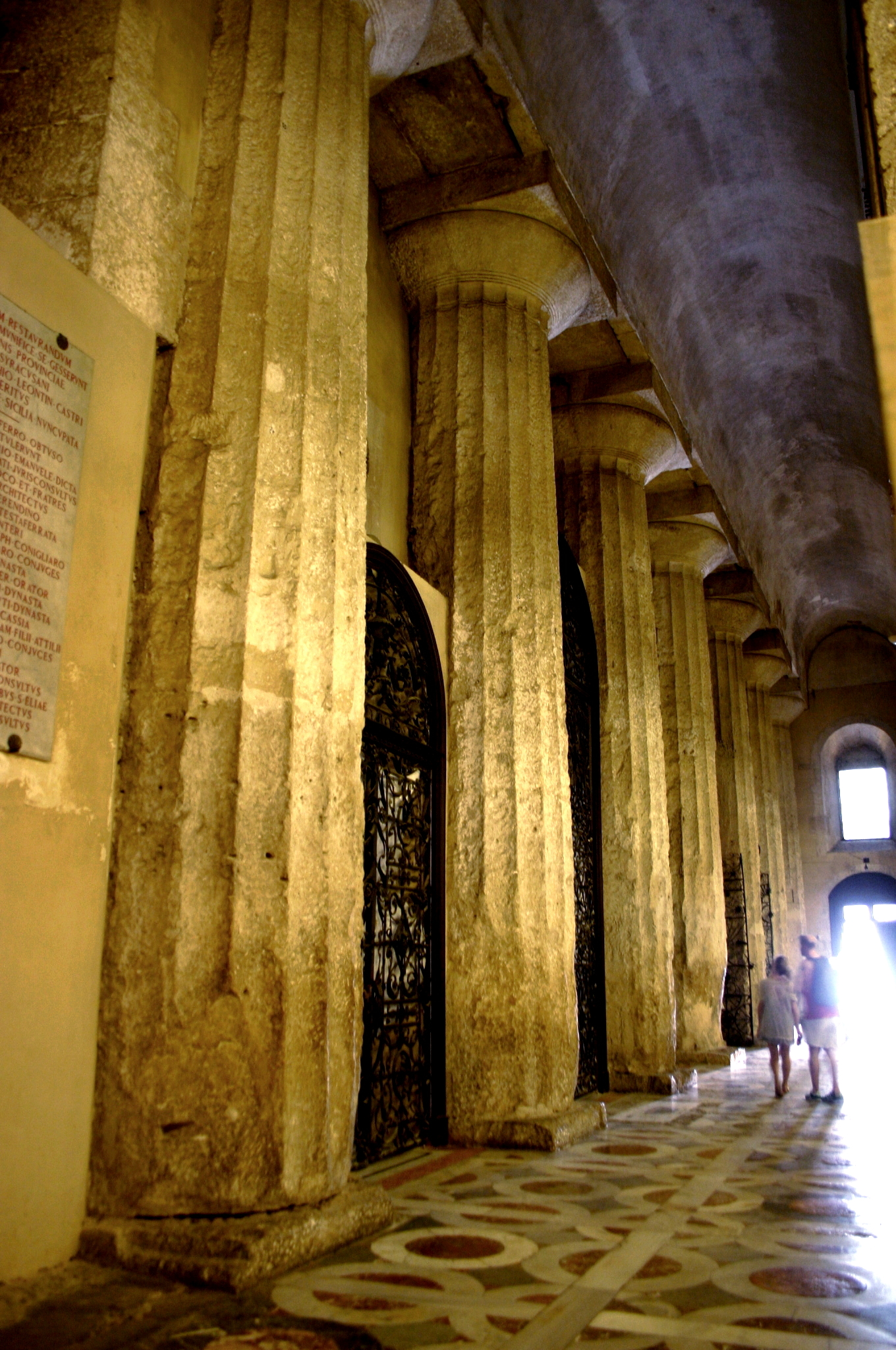
Le colonne del tempio all'interno del Duomo

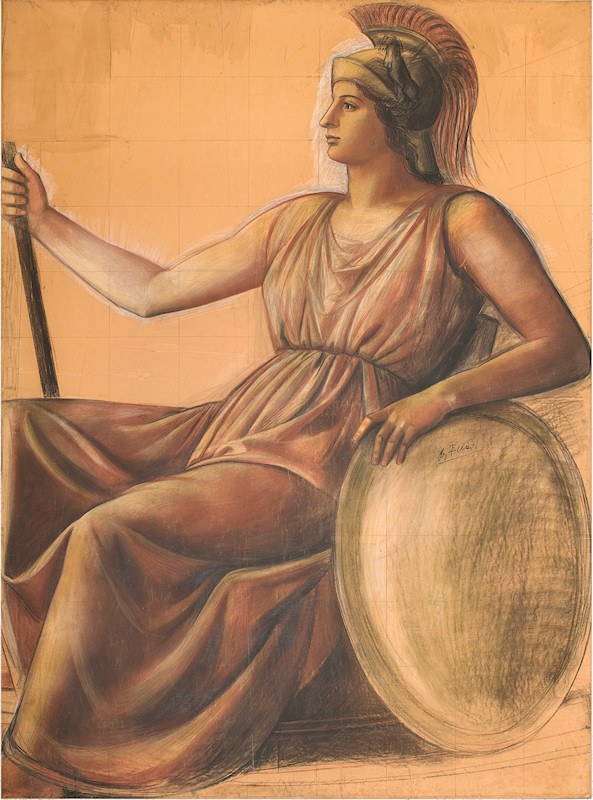
Atena o Minerva, la dea alla quale venne dedicato il tempio siracusano.

### Gelone e la costruzione del tempio
Lì dove ora sorge il tempio di Atena, una volta vi era un altro tempio, di età più arcaica ma sempre in stile dorico, come confermano i reperti archeologici trovati durante gli scavi del 1912 e 1917. Si tratta di elementi architettonici, terrecotte e di una parte dell'altare, databili verso il VI secolo a.C.
L'Athenaion venne fatto edificare, secondo gli storici, dalla dinastia tirannica dei Dinomenidi provenienti da Gela e poiché il primo tiranno di Siracusa fu Gelone, a lui è attribuita la costruzione del tempio nel V secolo a.C.
Esaminando le analogie con il tempio della Vittoria che vi è ad Imera, gli archeologi sono convinti che sia il periodo che la storiografia vada collegata all'esito positivo per i siracusani avuto dalla Battaglia di Imera nel 480 a.C.
Il tempio era stato dedicato ad Atena, la dea della saggezza e della guerra. Ma alcuni viaggiatori storici del 1800 che hanno scritto del tempio, esprimono i loro dubbi su tale dedica a questa dea:
Alla dea del sapere era dunque consacrato questo tempio, Minerva o Atena, testimonianza che ci è data anche da Platone e da Ateneo di Naucrati.

### Cicerone e il tempio di Minerva
Importante oratore e testimone di questo tempio fu il romano Marco Tullio Cicerone che ci ha lasciato grandi dettagli sulla sua composizione. Egli infatti racconta di come questo tempio fosse stato rispettato dal conquistatore di Siracusa, il generale e console Marco Claudio Marcello, e invece fosse poi stato oltremodo depredato dal pretore Gaio Licinio Verre:
(Cicerone, In Verrem, II, 4, 122)

## Struttura del Tempio

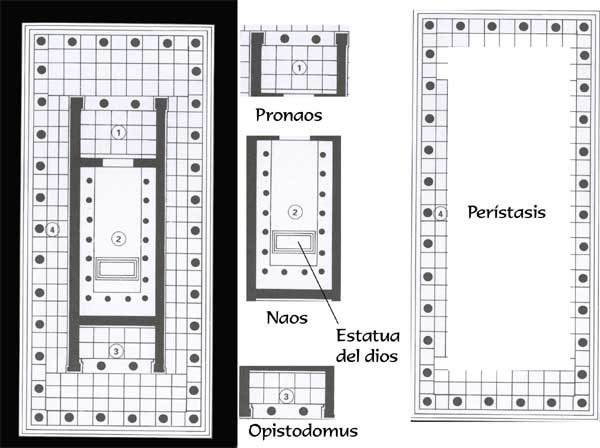
Pianta del Tempio di Atena di Siracusa

L'Athenaion era un tempio periptero esastilo (sei colonne in facciata)  con 13 colonne sui lati lunghi. Il fronte presentava la contrazione degli intercolumni terminali, come soluzione canonica del conflitto angolare.  Le misure complessive erano di 22 x 55 m.
Il peristilio circondava una cella con pronao ed opistodomo, entrambi con due colonne in antis.
Il tempio fu riutilizzato come luogo di culto cristiano ed attualmente gli elementi costruttivi residui si trovano inglobati nelle strutture murarie del Duomo di Siracusa
Attualmente ne restano visibili, sul fianco sinistro del duomo, alcune colonne e lo stilobate sul quale esse poggiavano, in calcare locale, mentre altri resti (tegole in marmo e gocciolatoi a forma di testa di leone) sono conservati nel Museo archeologico regionale Paolo Orsi. All'interno dell'attuale Duomo sono altresì ben visibili 9 colonne del lato destro del periptero caratterizzate da una entasi piuttosto accentuata, e le due antistanti la cella.

## Architetture e decorazioni pittoriche

### Lo scudo di rame dorato
(Tommaso Fazello, Storia di Sicilia, p.293)

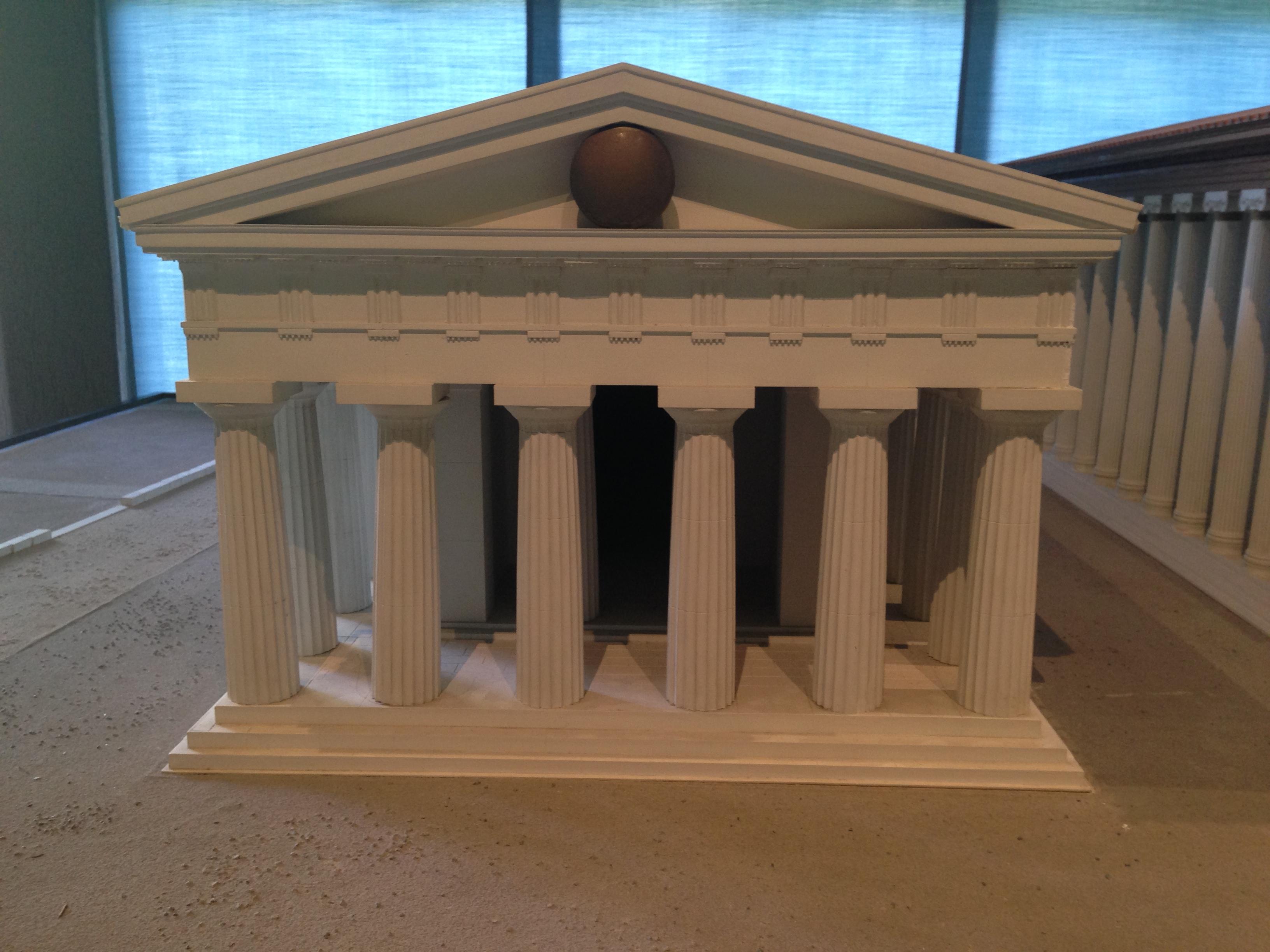
Ricostruzione dell'ingresso del tempio di Athena con lo scudo dorato

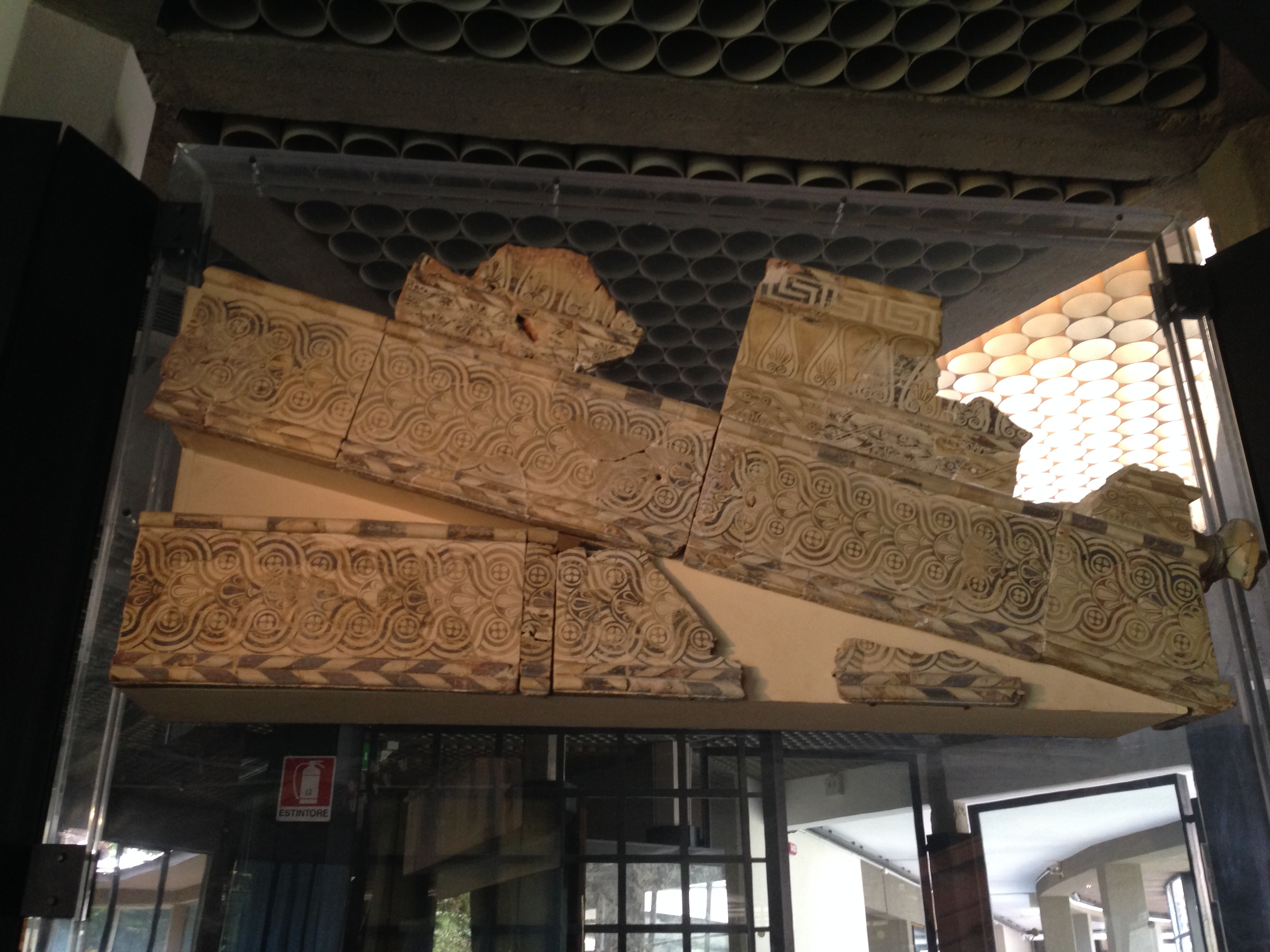
Decorazioni del tempio di Athena

Questa è la descrizione che ne dà Tommaso Fazello dello scudo di rame dorato posto in cima al tempio siracusano.
Da Cicerone, che elenca gli ornamenti depredati da Verre, sappiamo che aveva decorazioni in avorio, borchie d'oro sulla porta e una serie di tavole dipinte che raffiguravano un combattimento di cavalleria tra Agatocle e i Cartaginesi e 27 ritratti dei tiranni della città.